# Burg Neubrück
Die Burg Neubrück war eine mittelalterliche Inselburg in Neubrück in Niedersachsen, von der heute keine Reste mehr vorhanden sind. Sie lag auf einer früheren Insel der Oker und verfügte über Brücken zum westlichen sowie zum östlichen Ufer.

## Geschichte
Die erste urkundliche Erwähnung der Burg datiert aus dem Jahr 1321. In diesem Jahr ist die Burg von den Edelherren von Meinersen an die Braunschweiger Herzöge gelangt. Diese verpfändeten sie 1340 an die Herren von Marenholtz. 1413 wurde sie an die Stadt Braunschweig verpfändet, der an der Überwachung der Oker lag. 1415 griffen die Herren von Marenholtz die Burg an, die von der Burgbesatzung verteidigt wurde. 1492 eroberten herzogliche Truppen die Burg und die Stadt Braunschweig verzichtete 1494 endgültig auf die Anlage. 1576, als Neubrück zum Mittelpunkt eines kleinen herzoglichen Amtes wurde, wird die Burg als wüst bezeichnet. Vermutlich wurde sie bei der Eroberung 1492 zerstört. Während des Dreißigjährigen Kriegs waren kaum noch Überreste der mittelalterlichen Burg vorhanden. Die von Merian um 1650 gezeichneten Amtsgebäude mit Scheunen und Stallungen waren Fachwerkbaugebäude, die erst mit dem Entstehen des Amtes errichtet worden waren. 1709 wurden von der Burgstelle 26 Fuder Steine, zum Bau der Kirche in Groß Schwülper, abgefahren. In der 2. Hälfte des 19. Jahrhunderts wurden die noch vorhandenen Gebäude abgetragen.